# Stenbro
En stenbro er en vejbro bygget af sten, hvor ikke kun bropillerne, men også overbygningen er lavet af sten.
Stenbroer blev først bygget som skråstagsbroer og udviklede sig gradvist over i mere avancerede konstruktioner, f.eks. stenhvælvsbroer. Over smallere overgange kunne broer have et enkelt spænd, hvorpå overbygningen blev lagt.

## Buebroer
Romernes halvcirkelformede buer kunne være op til 28 meter i længden (Alcántarabroen). En sådan geometrisk udformning af sten kan klare en spændvidde op til ca. 43 meter, som med Pont du Diable i Frankrig.
Da spidsbuekonstruktionen blev indført i middelalderen, kunne man nå en vidde på 72 meter udelukkende af sten, hvilket Trezzo sull'Adda-broen i Lombardiet fra 1370 er et eksempel på. 

## Billeder
- Arkadikobroen fra Mykene, vejen mellem Nafplio og Lygourio på Peloponnesos i Grækenland.
- Anjibroen i Zhao Xian, Shijiazhuang, Hebei i Kina, bygget i årene 595–605 e.Kr. under Sui-dynastiet, verdens ældste stenhvælvsbro af sin art.
- Bro ved Hammershus på Bornholm, bygget i 1400-tallet.
- Ponte dei Salti, gangbro i Ticino i Schweiz, fra 1600-tallet.